# Dysdera rostrata
Dysdera rostrata là một loài nhện trong họ Dysderidae.
Loài này thuộc chi Dysdera. Dysdera rostrata được J. Denis miêu tả năm 1961.